# Ines Ivančok
Ines Ivančok (født 14. april 1998 i Wien, Østrig) er en østrigsk håndboldspiller, der spiller for Mosonmagyaróvári KC SE i Ungarn og Østrigs kvindehåndboldlandshold, som venstre back. Hun har tidligere spillet for HSG Bensheim/Auerbach og HB Ludwigsburg i Handball-Bundesliga Frauen og Hypo Niederösterreich i hjemlandet.
Hun blev udtaget til den østrigske landstræner Herbert Müllers, udvalgte trup ved VM i kvindehåndbold 2021 i Spanien.